# Dolina Chochołowska
Dolina Chochołowska – najdłuższa i największa dolina w polskich Tatrach, znajdująca się na zachodnim skraju polskich Tatr Zachodnich i stanowiąca orograficznie lewą odnogę doliny Czarnego Dunajca. Zajmuje obszar ponad 35 km² i ma długość ok. 10 km. Jest doliną walną. Administracyjnie leży na terenie wsi Witów.

## Opis ogólny
W dolnej części, o długości ok. 4 km tworzy głęboki wąwóz, na którym podobnie jak w Dolinie Kościeliskiej występują przewężenia, zwane bramami. Są dwa takie przewężenia: Niżnia Brama Chochołowska i Wyżnia Brama Chochołowska. Górna część doliny rozdziela się na trzy główne ramiona: Dolinę Starorobociańską, Dolinę Chochołowską Wyżnią i Dolinę Jarząbczą. Oprócz tych głównych odgałęzień Dolina Chochołowska posiada jeszcze wiele mniejszych dolin: Mała Sucha Dolina, Wielka Sucha Dolina, Dolina Huciańska, Dudowa, Trzydniowiańska, Głębowiec, Długa, Kryta, Wielkie Koryciska, Małe Koryciska oraz wiele żlebów.
Dolina Chochołowska zbudowana jest z dwóch głównych rodzajów skał. Część południową (górną), powyżej Wyżniej Bramy Chochołowskiej budują skały krystaliczne – gnejsy i granity. Część północną (dolną) budują skały osadowe – łupki, wapienie kredowe i dolomity triasowe. Różne jest też pochodzenie geologiczne tych części doliny. W górnej części, powyżej Wyżniej Bramy Chochołowskiej dominują formy geologiczne wytworzone przez lodowiec, w części dolnej, gdzie nie sięgał lodowiec, powierzchnia modelowana była głównie przez Chochołowski Potok i zjawiska krasowe. Efektem tych zjawisk krasowych są również liczne jaskinie z największą Szczeliną Chochołowską na czele, jednak żadna z nich nie nadaje się do udostępnienia turystycznego.

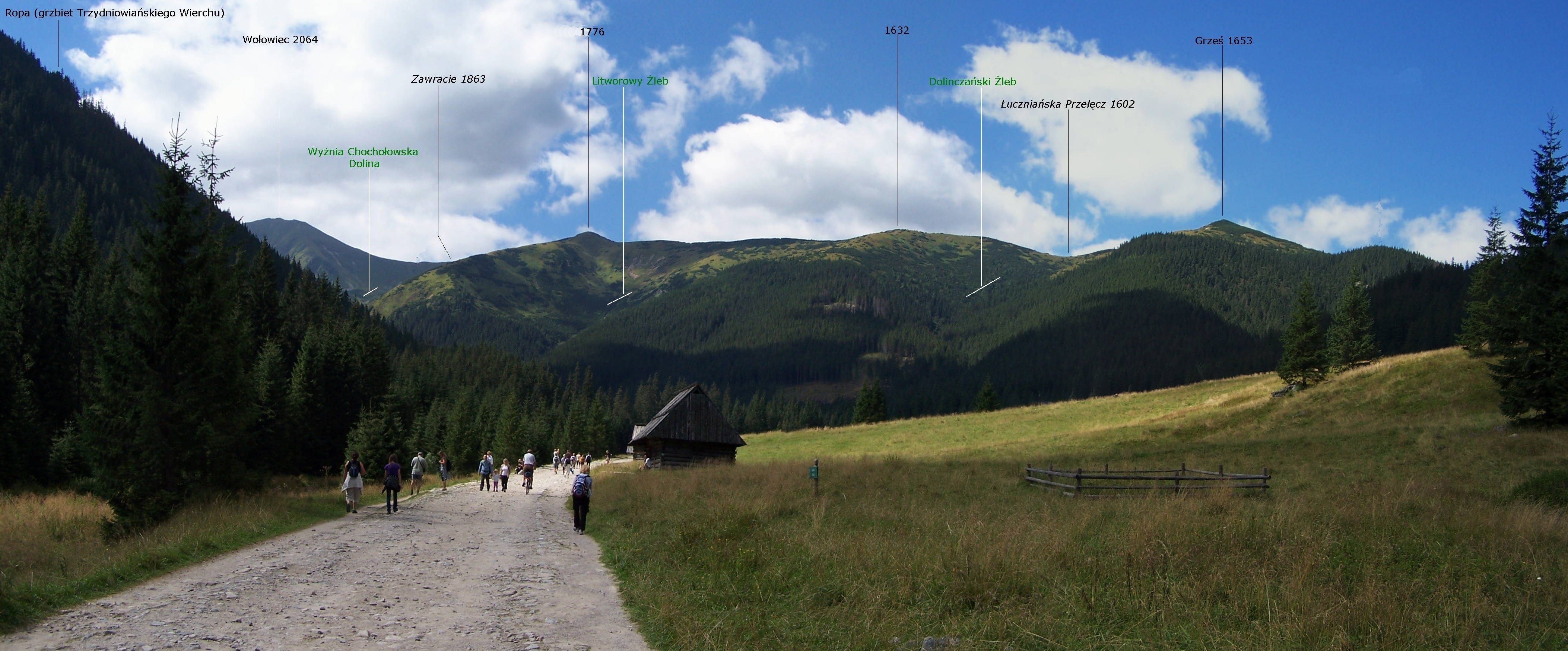
Panorama z Polany Chochołowskiej na południe
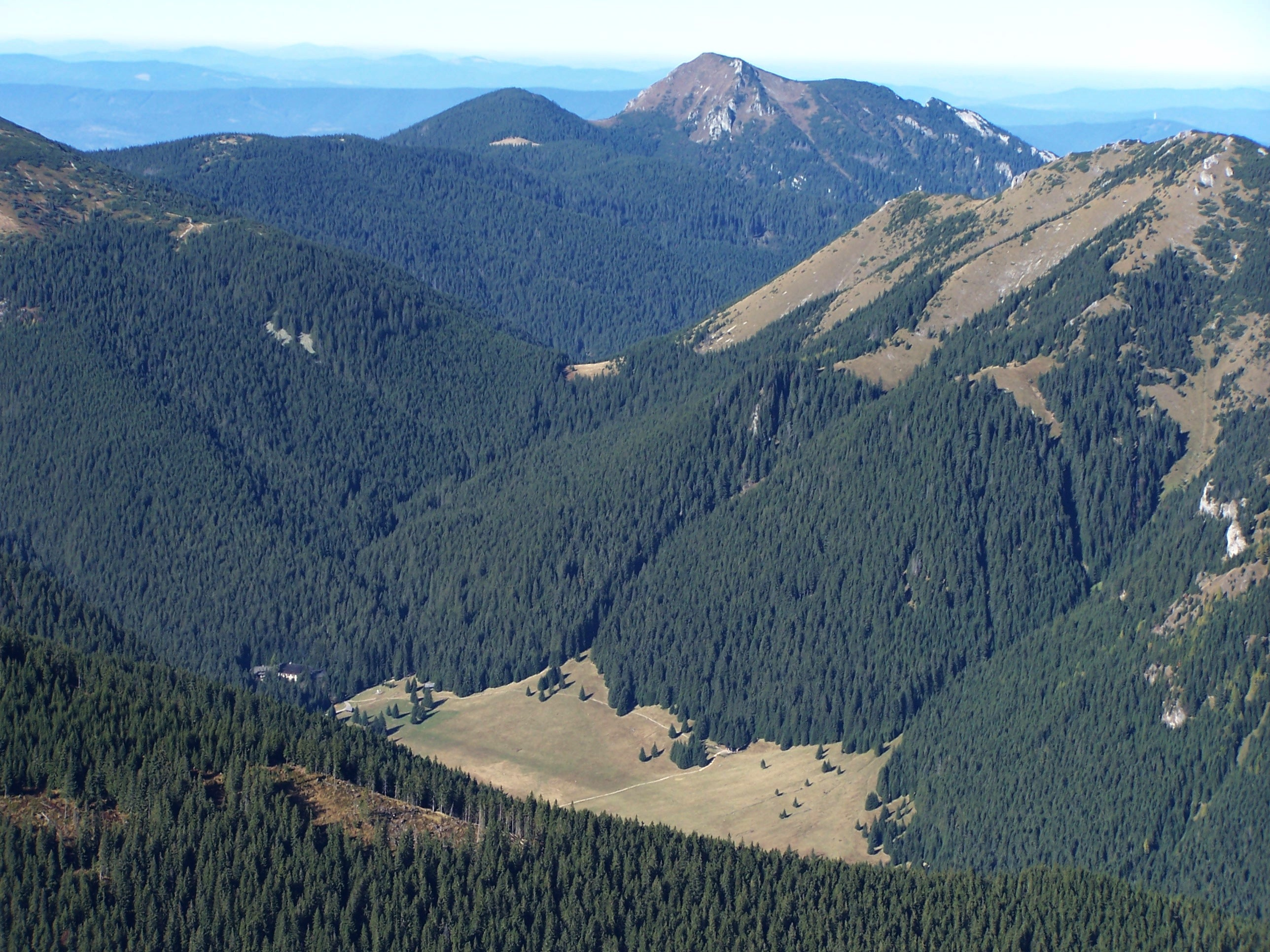
Polana Chochołowska. W głębi Osobita
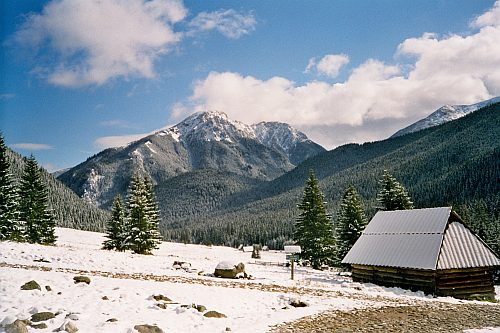
Dolina Chochołowska. Widok ze schroniska PTTK na Polanę Chochołowską i Kominiarski Wierch
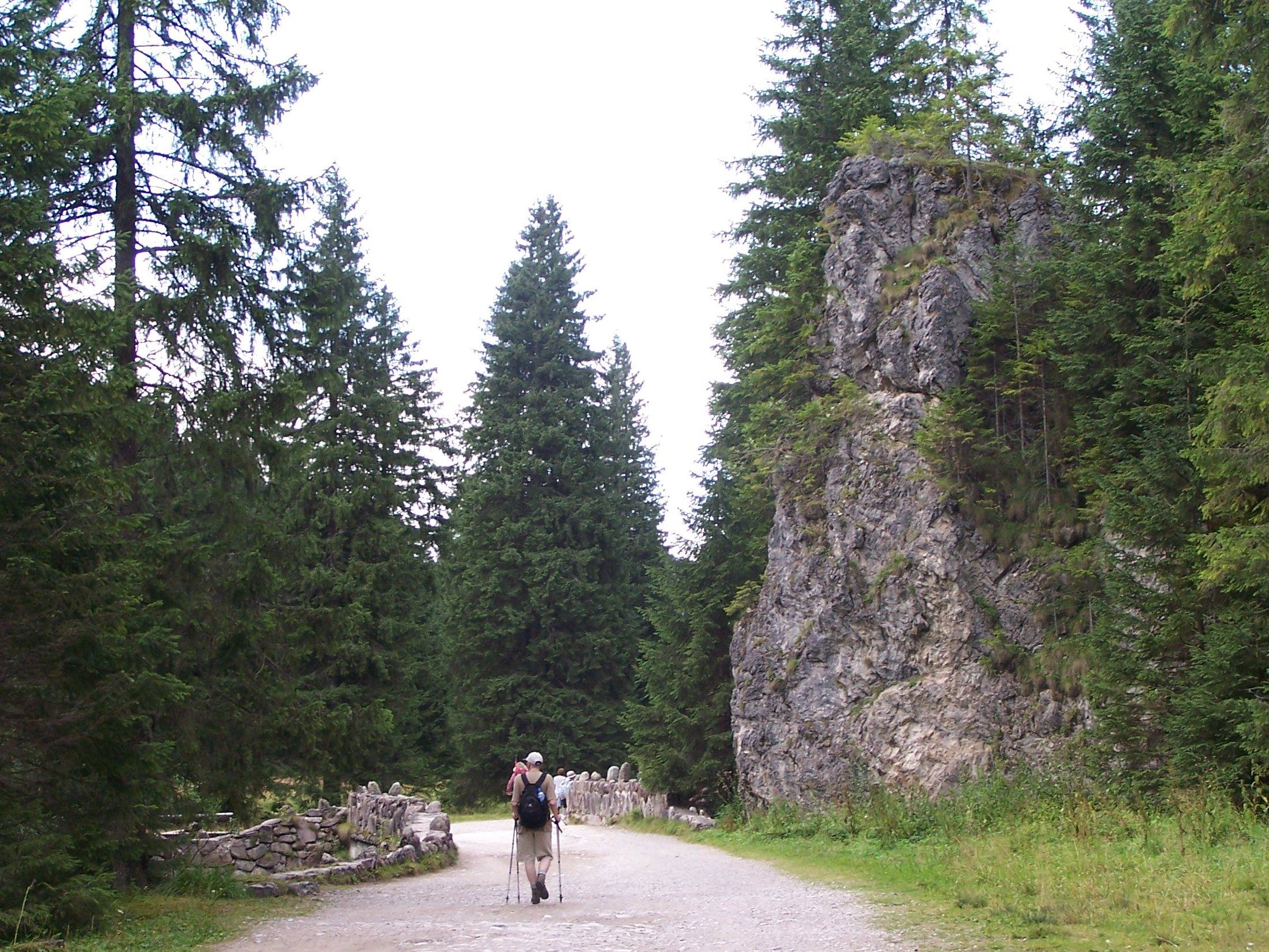
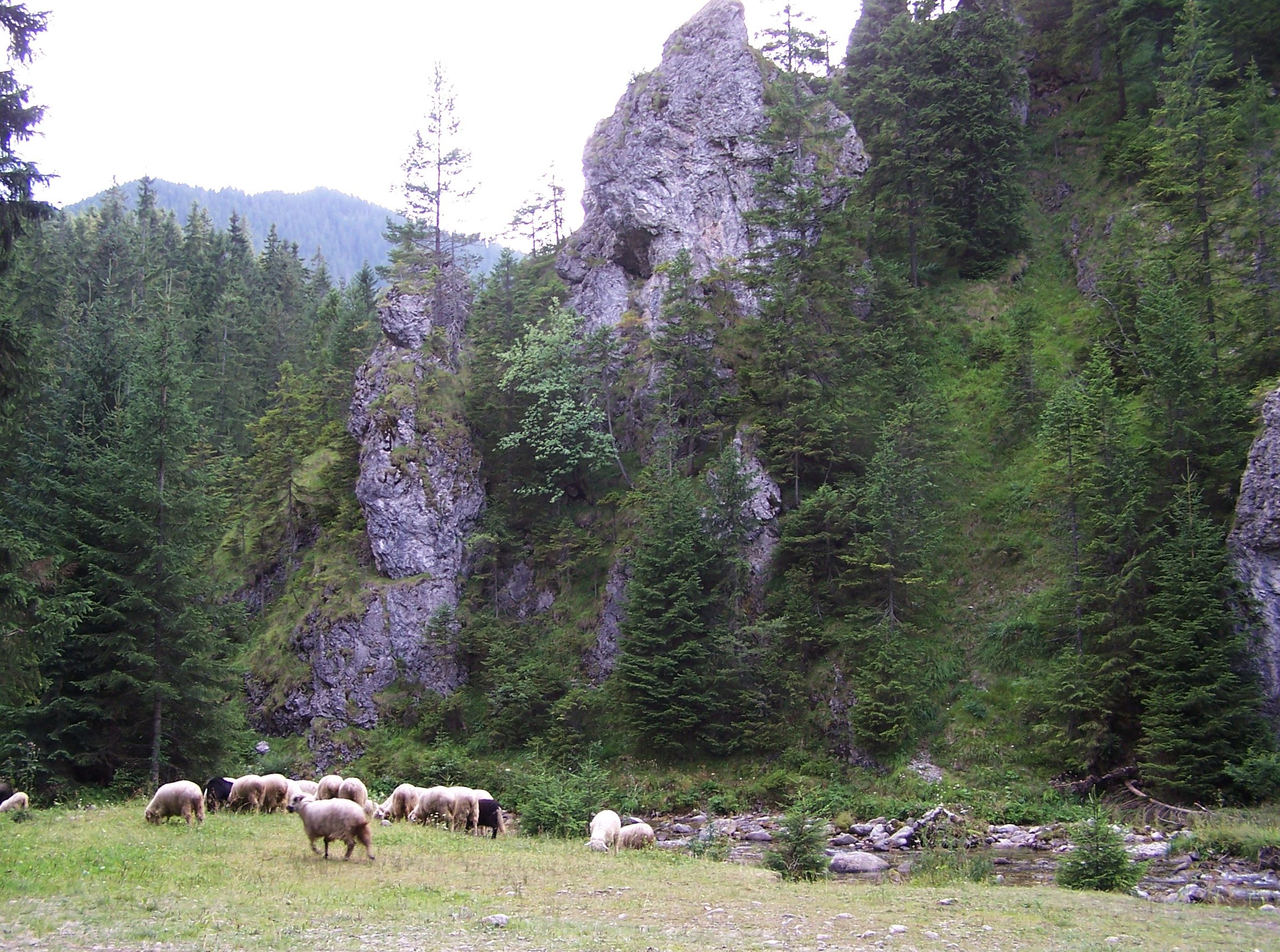
Polana pod Jaworki
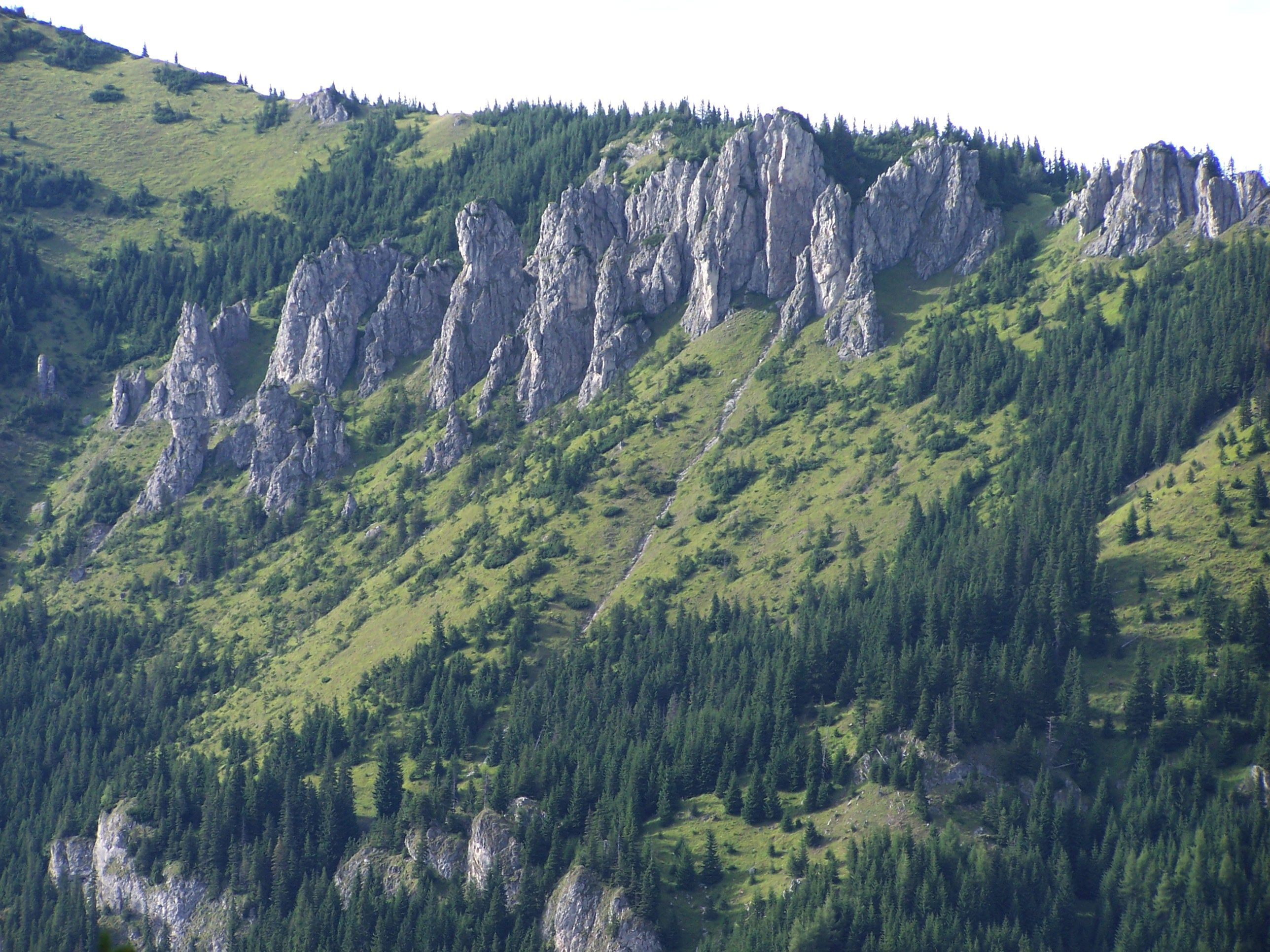
Mnichy Chochołowskie
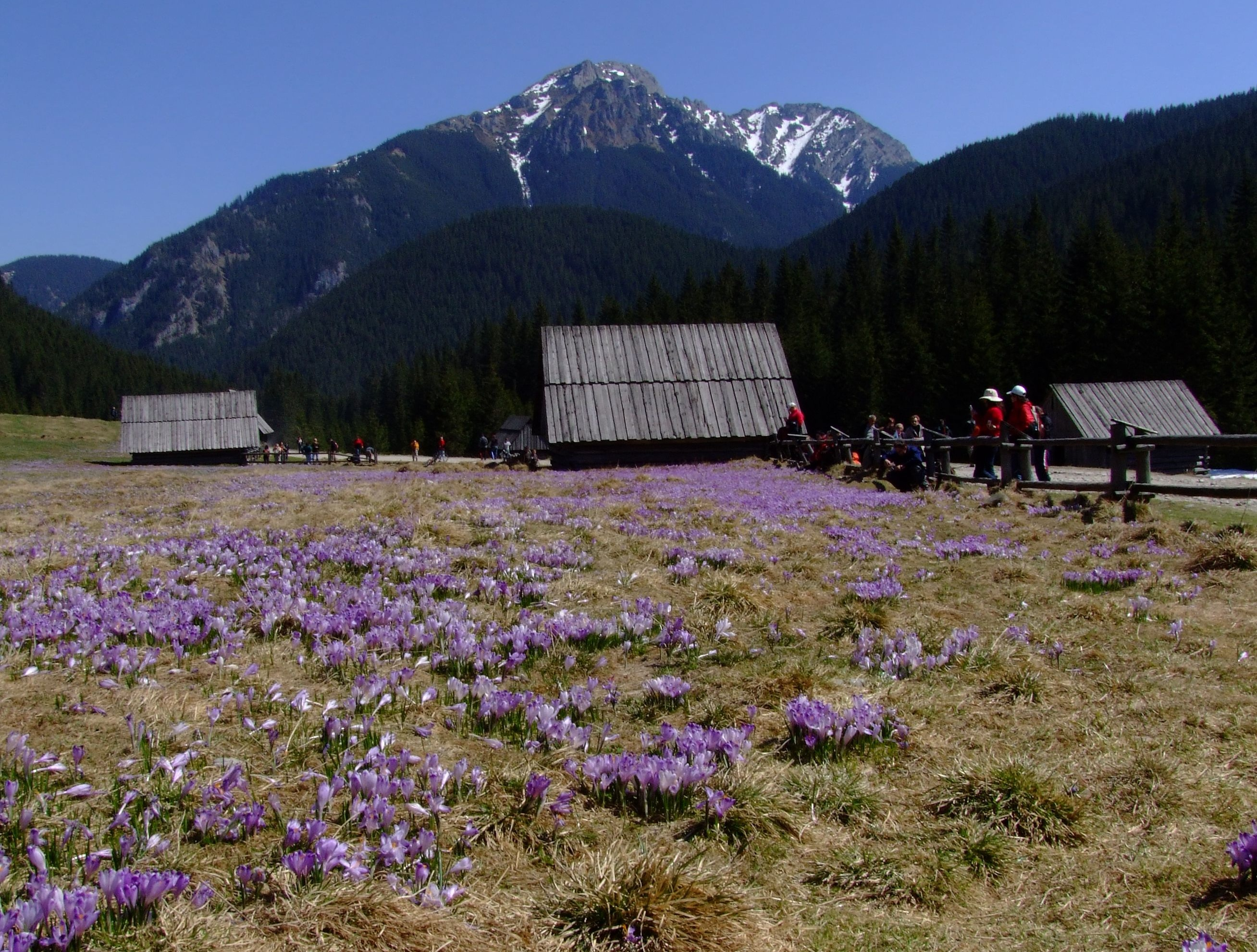
Krokusy na Polanie Chochołowskiej
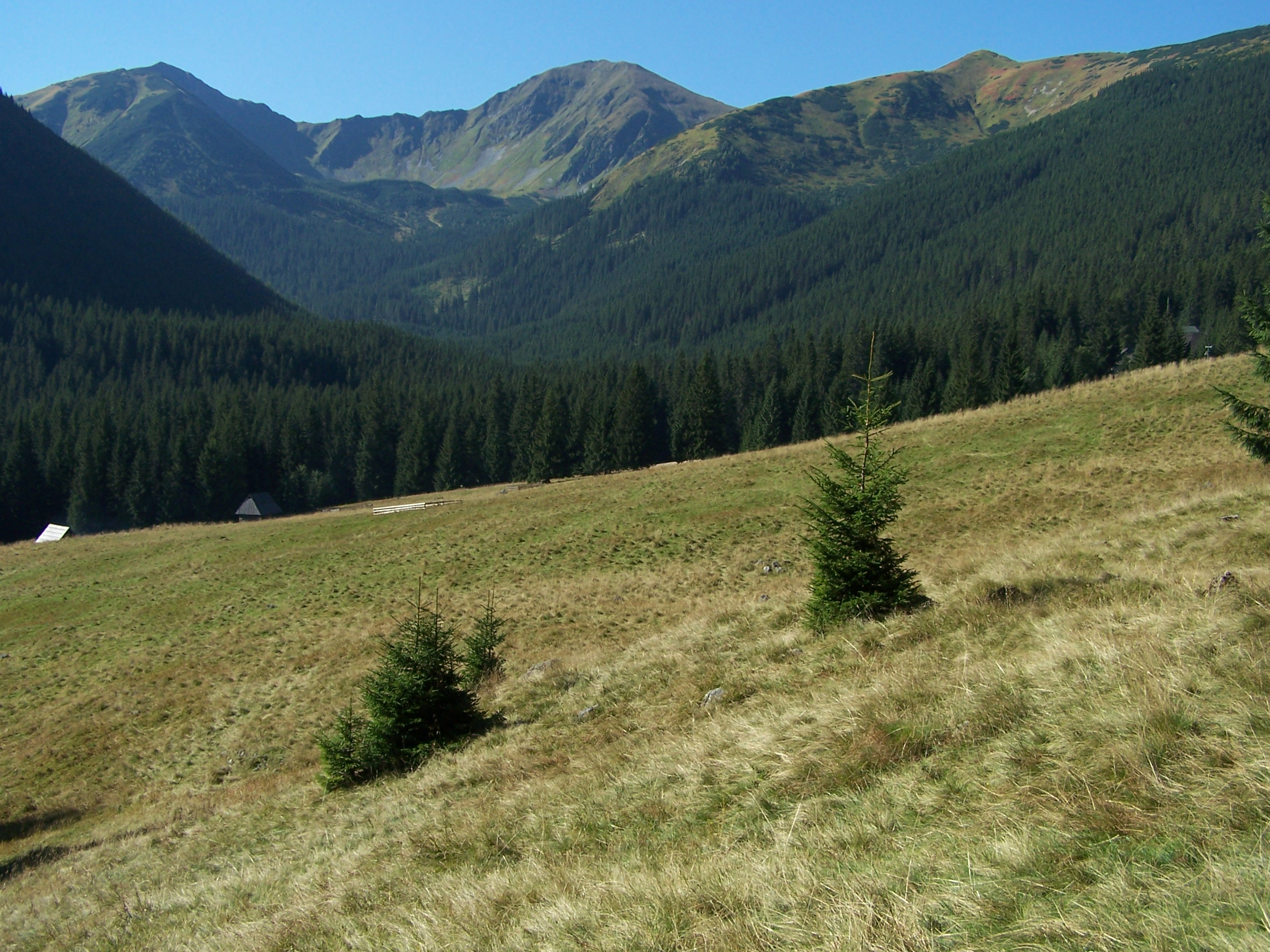
Widok na Wyżnią Dolinę Chochołowską
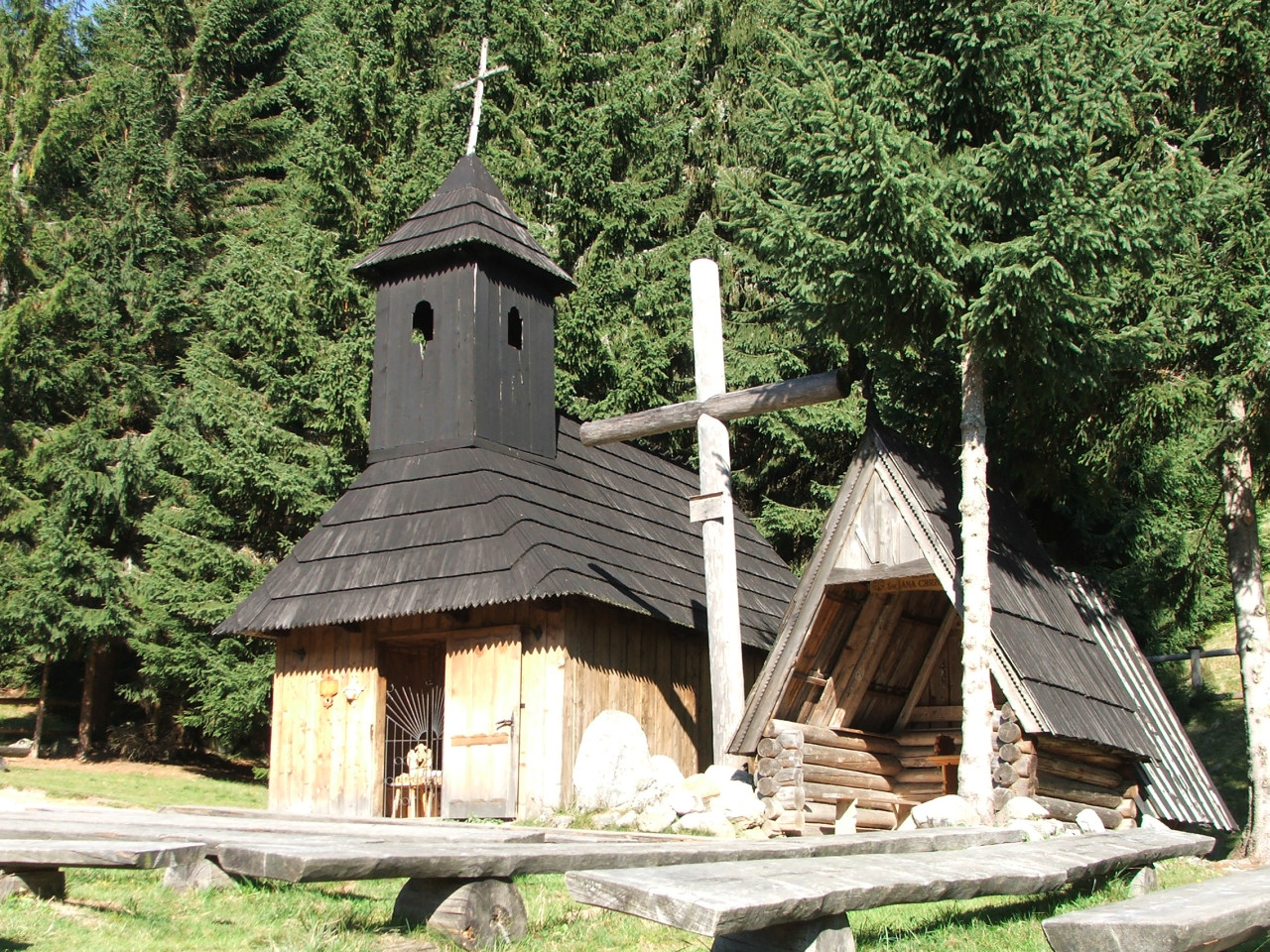
Kaplica na Polanie Chochołowskiej
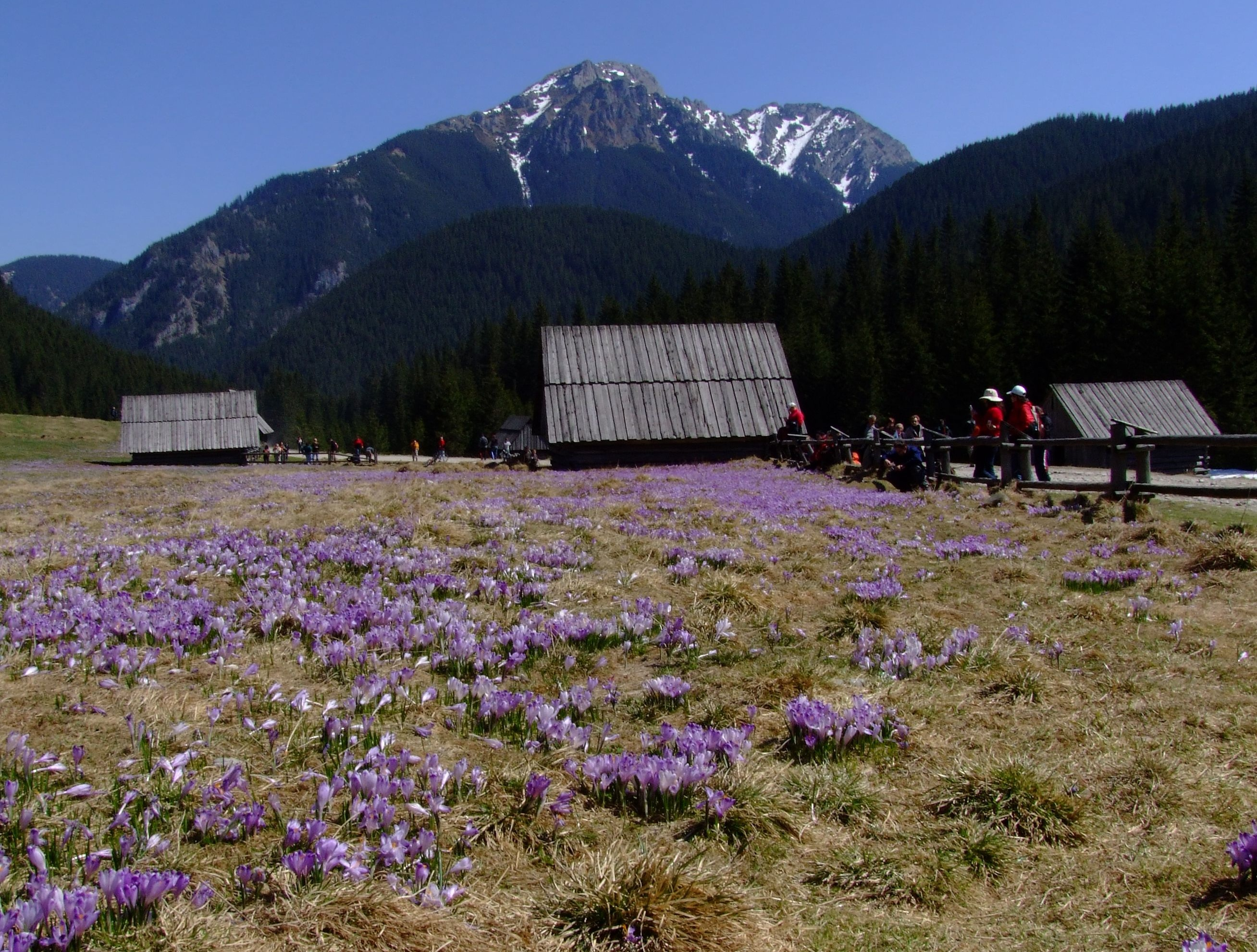
Widok na Kominiarski Wierch
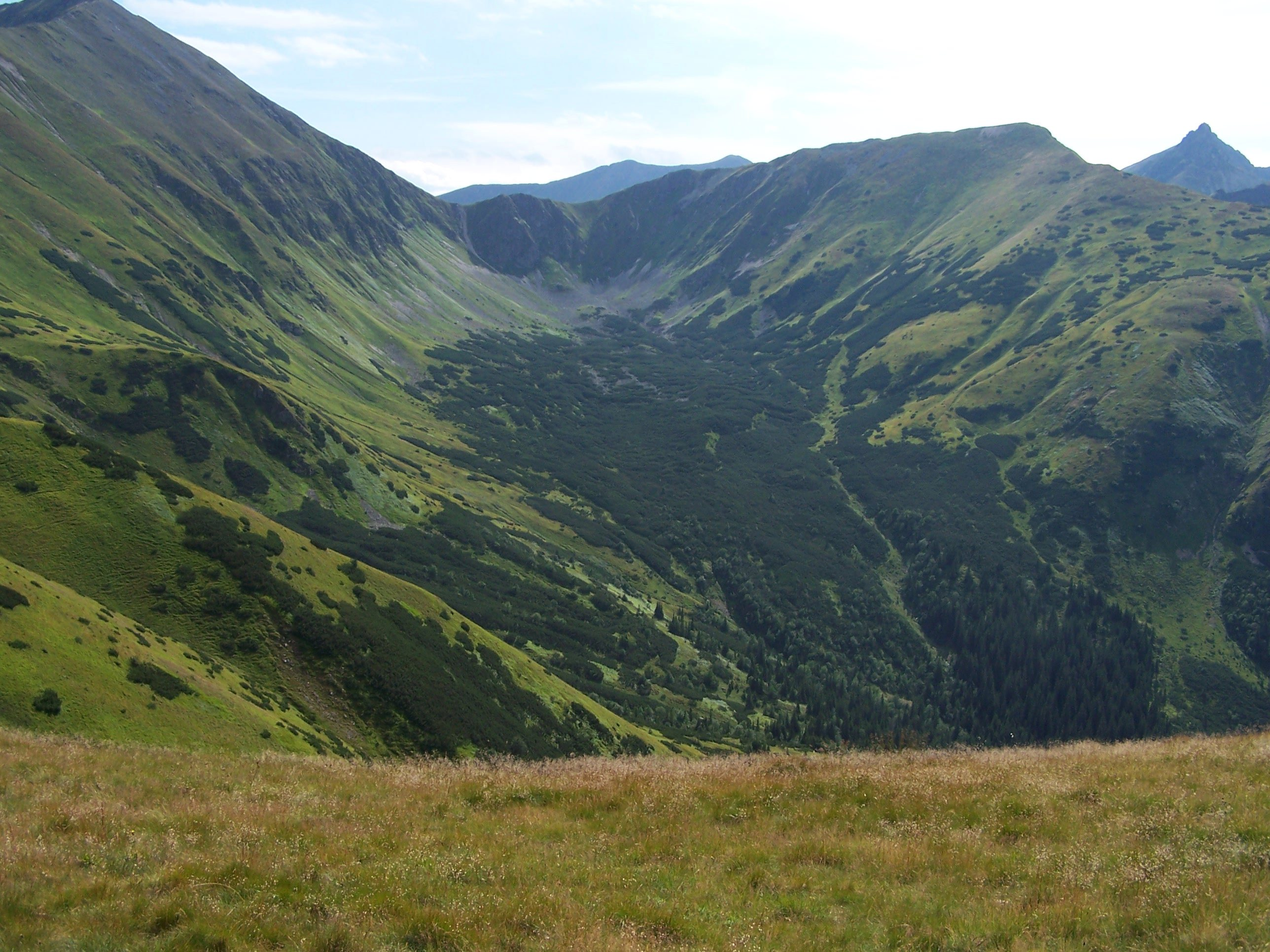
Dolina Jarząbcza – odgałęzienie Doliny Chochołowskiej
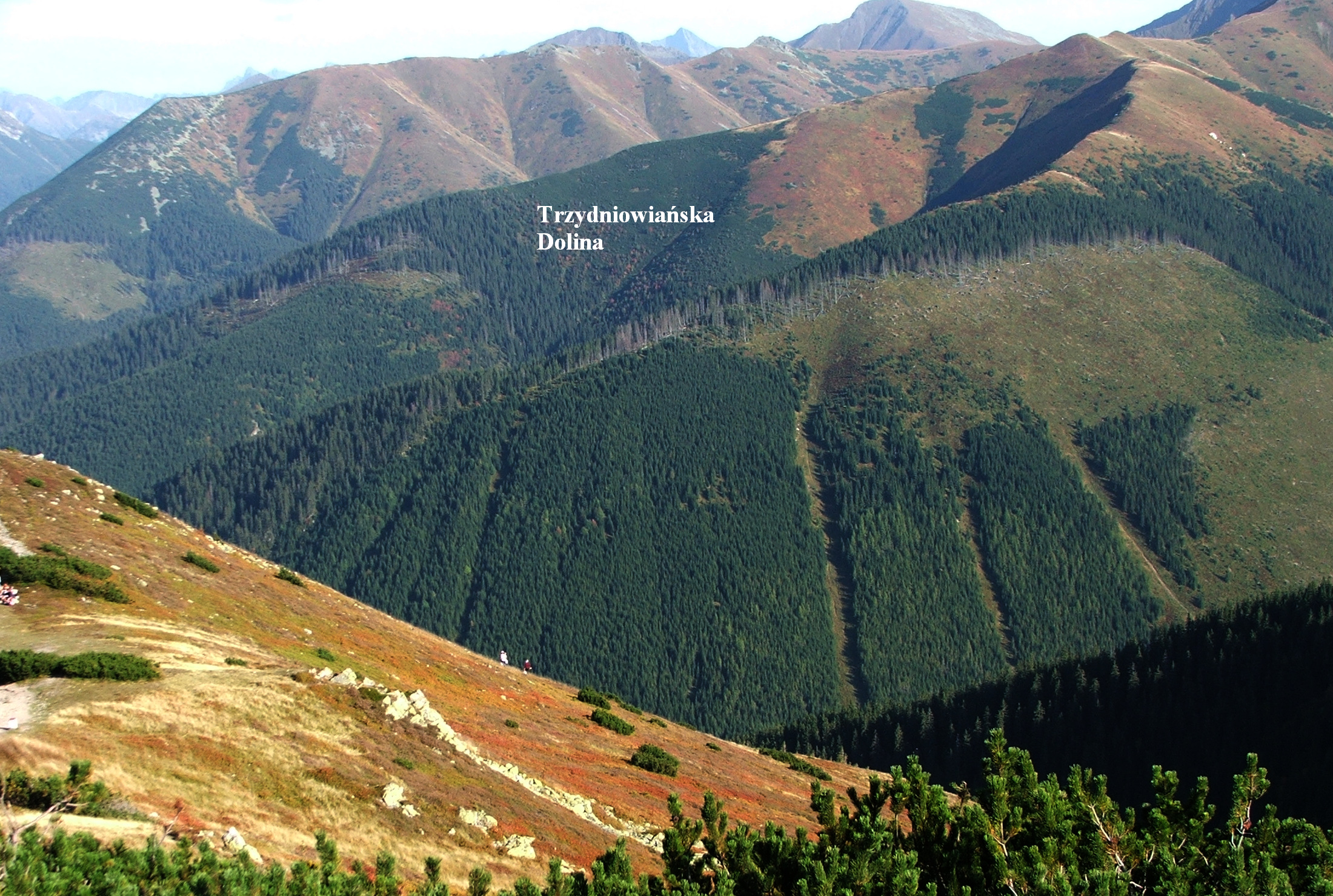
Górne odgałęzienia Doliny Chochołowskiej
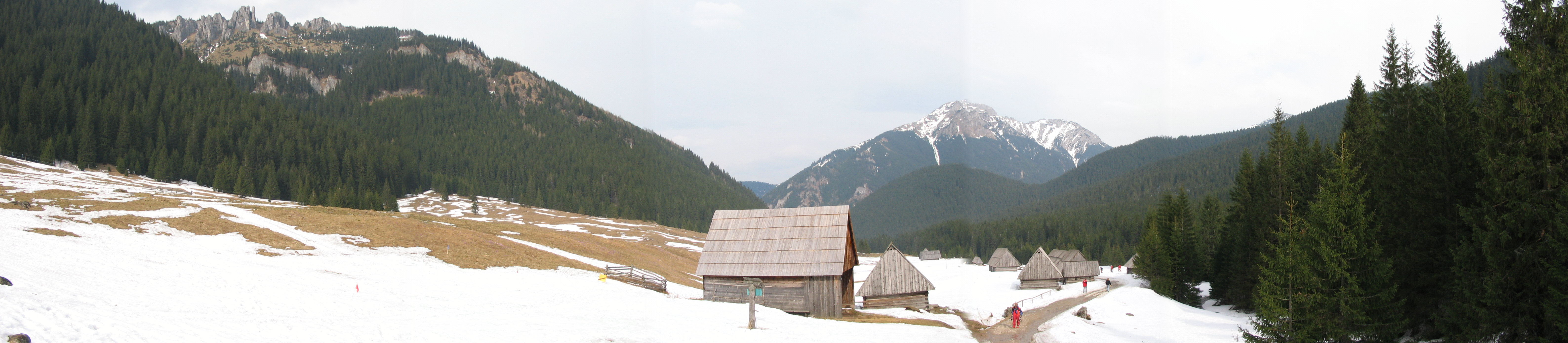
Panorama z Polany Chochołowskiej

## Historia
Nazwę swą dolina zawdzięcza oddalonej o kilkanaście kilometrów wsi Chochołów. Wieś ta już w XVI wieku zajmowała obszar Tatr pomiędzy Wołowcem a Bobrowcem (bardziej użyteczne dla rolnictwa i pasterstwa obszary doliny już wcześniej zostały przydzielone nadaniami królewskimi innym wsiom starszym od Chochołowa). Dzięki występowaniu w dolinie dużej powierzchni polan i hal, stała się ona największym ośrodkiem pasterstwa w Tatrach. W 1930 r. 70 juhasów wypasało na niej ok. 4000 owiec, ponadto 280 pastuchów wypasało bydło. Ogromna też była liczba szałasów, bacówek i szop. Często pomieszkiwali w nich zbójnicy, dopóki nie wytępiono ich w Tatrach – w roku 1809 stoczyli zwycięską potyczkę na polanie Huciska.
Dolina Chochołowska miała też swoją przeszłość górniczą. Już od XVI w. prowadzono na niej prace górnicze i hutnicze, które trwały aż do drugiej połowy XIX wieku. Głównie wydobywano rudy żelaza, które początkowo wytapiano na miejscu, później zwożono je tzw. Drogą pod Reglami do huty w Kuźnicach. Niektóre nazwy w obrębie doliny związane są właśnie z tymi pracami (np. Hala Stara Robota, polana Huciska).
Na pięknie Doliny Chochołowskiej poznali się też turyści. Pierwsi pojawili się tutaj już w XIX wieku. Jeden z nich pisał: Kilka potężnych szczytów wznoszących swe dumne czoła w krainę obłoków, tak wydają się strome, że powątpiewamy, iżby wstąpić można było na ich wierzchołki. Jednak początkowo turystyka skupiała się głównie w okolicach Tatr bliższych z Zakopanego. Dopiero przed I wojną światową uzyskała dolina większą popularność, głównie dzięki narciarzom i taternikom skupionym w Zakopiańskim Oddziale Narciarzy i Towarzystwie Tatrzańskim, które zbudowało schronisko u ujścia Doliny Starorobociańskiej. W latach 1930–1932 Warszawski Klub Narciarski wybudował duże schronisko na Polanie Chochołowskiej. To wydatnie wpłynęło na rozwój turystyki w tej dolinie, szczególnie narciarstwa. W 1938 r. usiłowano tutaj pobić światowy rekord wysokości lotu balonem „Gwiazda Polski”, jednak wiatr to uniemożliwił, a powłoka już częściowo wypełniona wodorem wybuchła.
W czasie II wojny światowej istniejące w dolinie schroniska i liczne szałasy stanowiły bazę dla partyzantów polskich i radzieckich. Latem 1939 r. szkoleni tu byli przez sztab generalny przyszli dywersanci. W roku 1942 szkolenie odbywało się pod dowództwem placówki AK „Smrek” z zachodniego Podhala. W czasie walk z partyzantami na początku stycznia 1945 roku Niemcy spalili okoliczne schroniska, liczne szałasy i szopy. Dolina Chochołowska była też miejscem, w którym hitlerowcy rozstrzeliwali zakładników i więźniów. Okoliczne lasy były rabunkowo wycinane na potrzeby dużego zakładu drzewnego Luftwaffe w Czarnym Dunajcu.

## Czasy współczesne
Po drugiej wojnie światowej w latach 1951–1953 w miejsce spalonego przez Niemców schroniska wybudowano nowe, duże schronisko PTTK na Polanie Chochołowskiej, które stało się główną bazą wypadową turystyki letniej i zimowej w tej części Tatr. Polana Chochołowska była ulubionym miejscem turystycznym Karola Wojtyły, bywał tutaj wielokrotnie. W czerwcu 1983 roku już jako papież Jan Paweł II po odbyciu spaceru do Doliny Jarząbczej spotkał się w schronisku z Lechem Wałęsą i jego rodziną. Wydarzenie to upamiętnia ufundowana przez przewodników tatrzańskich tablica na ścianie schroniska.
W Dolinie Chochołowskiej nakręcono do filmu Potop scenę z kuligiem, a także 7. odcinek Janosika. Tutaj również przeprowadzane były szkolenia komandosów i zawody ratowników tatrzańskich.
Dolina znajduje się na terenie Tatrzańskiego Parku Narodowego, ale nie jest jego własnością, lecz należy do Wspólnoty Leśnej Uprawnionych Ośmiu Wsi z siedzibą w Witowie. W 1983 r. górale odzyskali sądownie prawo do gospodarowania swoją własnością. TPN jedynie nadzoruje ich działalność. Na terenie Doliny Chochołowskiej prowadzona jest gospodarka leśna i wycinane są drzewa. Istnieje też pasterstwo, choć nie w takich rozmiarach, jak dawniej. Dzięki temu, że polany są wypasane, a niektóre również koszone, nie ulegają one zarastaniu lasem.

## Przyroda
Aż 2/3 doliny pokryte jest lasami świerkowymi. W dolnej części doliny występują dolnoreglowe lasy z domieszką buka, jodły i reliktowej sosny zwyczajnej, która ma tutaj największe skupisko w polskich Tatrach. Las pierwotny zachował się jeszcze na Hotarzu w górnej części Doliny Chochołowskiej. Wśród lasów bieleją liczne turnie – szczególnie efektownie prezentują się Mnichy Chochołowskie i Siwiańskie Turnie. Szczyty i granie wyższych gór są trawiaste, najatrakcyjniej wyglądają jesienią. Wówczas możemy na nich obserwować całą tęczę kolorów: przebarwione na jaskrawoczerwony kępy borówek (występują ich tu 3 gatunki), fioletowe wrzosy, rude pędy situ skuciny, żółte bliźniczki psiej trawki, a to wszystko na tle ciemnozielonych kęp kosodrzewiny. Atrakcją są też liczne polany i hale z szałasami, większość z nich jest jeszcze wypasana. Wiosną zakwitają na nich masowo krokusy, jesienią zimowit jesienny i jesienne gatunki goryczek. Ciekawa flora. M.in. stwierdzono tutaj występowanie takich rzadkich w polskich Karpatach roślin, jak: szczwoligorz tatarski, ostrożeń głowacz, storzan bezlistny, zarzyczka górska, turzyca skąpokwiatowa.
Przyrodniczo najciekawszy jest rejon Wielkich i Małych Korycisk oraz Siwiańskich Turni. Dolina Chochołowska jest też ostoją dzikich zwierząt. Odbywają się w niej rykowiska jeleni, niedźwiedzie, świstaki tatrzańskie i wiele innych gatunków znajduje tutaj warunki do życia.

## Informacje turystyczne
Z Zakopanego dojechać można licznymi busami do Siwej Polany. Od tego miejsca Dolina Chochołowska jest zamknięta dla ruchu pojazdów zmechanizowanych. Na Siwej Polanie znajduje się płatny parking. Dalej przemieszczać się można:
- pieszo. Czas przejścia do Polany Chochołowskiej: 2:10 h, ↓ 1:45 h,
- kolejką turystyczną, która kursuje co pół godziny i dojeżdża do Polany Huciska,
- rowerem. Działa wypożyczalnia rowerów, którymi można dojechać dalej niż kolejką traktorową, bo do leśniczówki,
- bryczką góralską, którą można dojechać jeszcze dalej – do samej Polany Chochołowskiej.

Za wstęp do doliny, podobnie jak w całych Tatrach, pobierane są kilkuzłotowe opłaty – bilety wydaje tu jednak nie TPN, lecz Wspólnota Leśna Uprawnionych Ośmiu Wsi.

## Opis i szlaki turystyczne
– opis wędrówki dnem doliny, którym od Siwej Polany wiedzie zielony szlak turystyczny. Czasy przejścia i odległości są podane od punktu opłat na Siwej Polanie, na podstawie mapy.
- Roztoki (osiedle wsi Witów) – wylot Doliny Chochołowskiej przy szosie Zakopane – Chochołów
- 1 km od szosy – Siwa Polana – do tego miejsca dojechać można samochodem. Dalej pieszo, rowerem, dorożką konną lub kolejką traktorową. Na południowo-zachodnim krańcu polany do szosy dołącza zielony szlak z Kir (przedłużenie Drogi pod Reglami)

 – czas przejścia do Kir: 50 min w obie strony
 – czas przejścia od tego punktu do schroniska: 1:55 h, ↓ 1:30 h
- 400 m – po prawej stronie dwie strzeliste Siwiańskie Turnie
- 50 min – polana Huciska – do tego miejsca dojeżdża kolejka traktorowa z Siwej Polany
- 55 min – Niżnia Brama Chochołowska – ciasny wąwóz skalny. Tuż powyżej niego, po lewej stronie ścieżka do ogromnego wywierzyska – Wywierzyska Chochołowskiego
- 1:10 h – Polana pod Jaworki – niewielka polana z malowniczymi skałami

 – z lewej strony szlak czarny (Ścieżka nad Reglami) do Doliny Kościeliskiej przez Niżnią Polanę Kominiarską i Przysłop Kominiarski. Czas przejścia na Cudakową Polanę: 2:05 h, z powrotem 2 h
- 1:25 h – Wyżnia Brama Chochołowska – po raz drugi dolina ścieśnia się w skalny wąwóz
- 1:30 h – na lewo odgałęziają się dwa szlaki turystyczne:

 – żółty do schroniska PTTK na Hali Ornak przez Iwaniacką Przełęcz. Czas przejścia: 2:20 h, z powrotem 2:25 h
 – czarny na Siwą Przełęcz przez Starorobociańską Polanę i Starorobociańską Rówień. Czas przejścia: 2:30 h, ↓ 2 h
- 1:45 h – polana Trzydniówka – na lewo odgałęzienie:

 – czerwony szlak przez Krowiniec i Kulawiec na Trzydniowiański Wierch, stamtąd Doliną Jarząbczą na Polanę Chochołowską. Czas przejścia na Trzydniowiański Wierch: 2 h, ↓ 1:45 h
- 2:10 h (od wylotu doliny 6,5 km) – schronisko PTTK na Polanie Chochołowskiej. Z różnych miejsc polany wychodzą dalsze szlaki turystyczne:

 – żółty Bobrowieckim Żlebem na Grzesia. Czas przejścia: 1:30 h, ↓ 1 h
 – przedłużenie zielonego szlaku, prowadzące Doliną Chochołowską Wyżnią na grzbiet między Rakoniem i Wołowcem. Czas przejścia: 2:15 h, ↓ 1:45 h
 – czerwony szlak na Trzydniowiański Wierch przez Wyżnią Jarząbczą Polanę, stamtąd zejście przez Kulawiec i Krowi Żleb na polanę Trzydniówka. Czas przejścia na Trzydniowiański Wierch: 2:20 h, ↓ 1:55 h
 – żółto-biały Szlak Papieski do Doliny Jarząbczej przez Wyżnią Jarząbczą Polanę, biegnący razem ze szlakiem czerwonym. Czas przejścia: 50 min, ↓ 45 min